# Podwój wielki
Podwój wielki, wesz morska (Saduria entomon) – drapieżny morski skorupiak z rzędu równonogów (Isopoda), dochodzący do 8 cm długości. Pancerz koloru żółto-szarego składa się ze względnie małej głowy, 7 segmentów tułowia (z 7 parami odnóży) oraz 4 segmentów odwłoka, zakończonego charakterystyczną trójkątną (klinowatą) płytką ogonową.
Podwój prowadzi bentoniczny tryb życia. Żywi się głównie martwymi organizmami, które wyszukuje przez bardzo czuły węch. Ma niezdarny chód, dlatego często zagrzebuje się w muł, wystawiając tylko długi telson, przez który tlen dostarczany jest do organizmu.
Zaniepokojony zaczyna energicznie ruszać spłaszczonymi odnóżami odwłokowymi, odrywa się od dna i płynie do góry brzuchem kilka metrów, po czym opada na dno.
Stanowi głównie pożywienie dorszy i płastug.
Występuje w morzach chłodnych, przede wszystkim w Morzu Arktycznym. Także, jako relikt epoki lodowcowej, w Bałtyku, Morzu Kaspijskim i Morzu Aralskim.